# Tapinarof
Tapinarof, também conhecido como benvitimod e vendido sob a marca Vtama, é um medicamento usado para tratar a psoríase em placas. É aplicado na pele.
Os efeitos secundários comuns incluem foliculite, coceira e dermatite de contacto. É um activador do receptor de hidrocarbonetos aril.
Tapinarof foi aprovado para uso médico nos Estados Unidos em 2022. Não foi aprovado nem na Europa nem no Reino Unido em 2022.